# Hemictenius stackelbergi
Hemictenius stackelbergi är en skalbaggsart som beskrevs av Medvedev 1952. Hemictenius stackelbergi ingår i släktet Hemictenius och familjen Melolonthidae. Inga underarter finns listade i Catalogue of Life.